# ميران شاه بن تيمورلنك
جلال الدين ميران شاه بن تيمورلنك (بالفارسية: ميران شاه) (1366 - 20 أبريل 1408 / 810 هـ) هو أحد أبناء تيمورلنك و حاكم من حكام السلالة التيمورية. حكم جزءا من منطقة أذربيجان.